# 改編期
改編期（かいへんき）は、テレビ・ラジオなどの業界で、番組の入れ替わりの時期を指す。
日本での場合、通常は春と秋である。

## テレビにおける改編期
日本では年度をもとに放送されており、基本的に3月（23日〜翌月4日）、その半年後の9月（22日〜翌月4日）に入ると、ゴールデンタイムにおいてそれまで放送されていたドラマ・バラエティ番組等が終了し、新しい番組が始まる過渡期に入る。この期間に、次のレギュラー番組が始まるまでの「つなぎ」として放送される、2時間前後の特別番組（特番）を「改編期特番」「期首期末特番」という。
現在はこの「つなぎ」の機能は薄れ、春・秋の改編期に必ず組まれる存在となっている。レギュラー番組の開始・終了がなくとも、改編期特番が組まれるケースが多い。
2000年代以降はテレビ業界の構造変化（不況に伴うスポンサー撤退、ドラマ縮小、プロ野球中継の減少・衛星放送やインターネット配信への移行など）もあり、特番が改編期以外に乱発される傾向にある。従来はごくまれにしか放送されなかった2〜5時間以上におよぶ長大な特番が、改編期にかかわらず放送されるようになってきている。そのため半年の少ない放送回数では好評、不評の決定を下すには難しくなっており、現在バラエティ番組の秋改編は小規模な物になっている。この期間の特番も、放送業界を襲った未曾有の大不況でドラマの話数縮小、プロ野球の視聴率低下、広告収入の低下、スポンサーの撤退、利益至上主義、視聴率主義に伴い、2〜5時間以上、夜のニュースまでの長時間スペシャル、2回特番が組まれる、1〜4週間程度だった改編期特番の期間が視聴率の取れない番組は2月、8月に切り上げ特番、特番期間が3月後半から5月上旬、9月後半から11月上旬等約2ヶ月になる。改編期には当たらない期間に通常番組を休み、埋め合わせとして特番が多く組まれることがある。
なお、TBSは改編期特番が固定されており、4月と10月の第2土曜日（または3月と9月の最終土曜日）に「オールスター感謝祭」が生放送されている。また、日本テレビでも改編期特番として、「南原清隆大会委員長の特別番組」が4月と10月の第1または第2水曜日されており、フジテレビでも改編期特番として2020年秋から4月と10月の第1週に「FNSドラマ対抗 お宝映像アワード」が放送されている。
ドラマ番組に関しては、日本では1作品あたり1クール（13週、約3ヶ月）の放送であることが多く、4月開始のものは6月、10月開始のものは12月に終了する。これらにあわせて、1月と7月においても、改編期同様にバラエティ番組等が入れ替えられるケースが見られる。
また、月〜金曜日に放送されるニュース番組やワイド番組（いわゆる帯番組）は、4・10月1日のある週の月曜日に新番組としてスタートすることが多い（かつては、曜日に限らず、4・10月1日にスタートすることが多かった）。2000年代頃から大規模事件や災害への対応が求められるようになり、ニュース番組やワイド番組の新設・放送時間拡大も多く見られる。

### 大改編
NHKや各キー局では、数年に一度の割合で視聴率の改善を図る目的や、帯番組とゾーン編成の解消などで大幅に番組を入れ替える事がある。このような改編の事を「大改編（だいかいへん）」という。
テレビ局のアナウンサーや出演者、キャラクターが、「この番組(もしくは、「(番組名)」)は、○○月○○日から毎週○曜日○○時○○分にお引越しします。」「○○月○○日から放送時間が○○曜日○○時○○分になるよ!」という予告映像が流れた。

#### 大改編が行われた時期
- NHK総合テレビ

1. 1965年春に「スタジオ102」開始に伴う大改編
2. 1974年春に「ニュースセンター9時」開始に伴う大改編
3. 1980年春に「NHKニュースワイド」開始に伴う大改編
4. 1984年春にオイルショックに伴う放送時間短縮処置が解除され、放送が24時まで延長されたことに伴う大改編
5. 1987年春に「NHKナイトワイド」開始に伴う大改編
6. 1988年春に「NHKモーニングワイド」・「NHKニュースTODAY」開始に伴う大改編
7. 1993年春に「NHKニュースおはよう日本」・「NHKニュース7」・「クローズアップ現代」開始に伴う大改編
8. 2000年春に「NHKニュース10」開始に伴う大改編
9. 2006年春に「ニュースウオッチ9」開始に伴うゴールデン・プライムタイム・23時台の大改編
10. 2016年春に「クローズアップ現代」改題・枠移動・「ニュースチェック11」開始に伴うゴールデン・プライムタイム・23時台の大改編
11. 2017年春に「ごごナマ」・「4時も!シブ5時」開始及び報道・情報番組の出演者大幅入れ替えに伴う大改編
12. 2019年春に「クローズアップ現代+」放送曜日変更・枠拡大・「ニュースきょう一日」開始に伴うゴールデン・プライムタイム・23時台の大改編
13. 2022年春に「サタデーウオッチ9」開始、「クローズアップ現代+」改題・枠移動、「ニュース シブ5時」終了及び報道・情報番組の出演者大幅入れ替えに伴う大改編
14. 2023年春にBS再編に向けた準備及び番組の出演者大幅入れ替えに伴う大改編
15. 2024年春に「午後LIVE ニュースーン」開始等に伴う12時台から17時台の大改編

- 日本テレビ

1. 1977年春に「NNNおはよう!ニュースワイド」・「ミセス&ミセス」開始に伴う大改編
2. 1979年春に「ズームイン!!朝!」・「ルックルックこんにちは」開始に伴う大改編
3. 1986年秋に「NNNライブオンネットワーク」開始に伴う大改編
4. 1987年秋に「午後は○○おもいッきりテレビ」開始に伴う大改編
5. 1988年春に「NNNニュースプラス1」・「追跡」開始に伴う大改編
6. 1994年春の「追跡」終了に伴う19時台の大改編[3]
7. 1996年春に「ズームイン!!サタデー」開始に伴う大改編
8. 1996年秋に「NNNニュースプラス1」枠拡大に伴う大改編
9. 2001年秋に「ズームイン!!SUPER」開始に伴う大改編
10. 2006年春に「スッキリ!!」・「NNN Newsリアルタイム」開始に伴う大改編
11. 2006年秋に「NNNきょうの出来事」・「スポんちゅ」終了に伴う大改編
12. 2007年秋に「ザ・ワイド」終了に伴う大改編
13. 2009年春に「サプライズ（→SUPER SURPRISE）」開始に伴う大改編
14. 2010年春に「DON!」・「news every.」開始に伴う大改編
15. 2011年春に「ズームイン!!SUPER」・「DON!」終了に伴う大改編
16. 2013年春に「シューイチ」の枠拡大に伴う大改編
17. 2021年春に「メレンゲの気持ち」終了及び報道・情報番組の出演者一部入れ替えに伴う大改編
18. 2021年秋にプライムタイム・ネオプライムタイム一部入れ替えに伴う大改編
19. 2022年春に「午前0時の森」開始に伴うゴールデン・プライムタイムの大改編
20. 2023年春に「スッキリ」・「バゲット」終了に伴う平日午前帯の大改編
21. 2024年春に「午前0時の森」終了及びドラマ枠の移動に伴う大改編
22. 2025年春に「ズームイン!!サタデー」・「ウェークアップ」終了及びドラマ枠の移動に伴う大改編

- テレビ朝日

1. 1975年春に朝日放送のANNネットチェンジに伴う大改編
2. 1985年秋に「ニュースステーション」開始に伴う大改編
3. 1987年秋に「ニュースシャトル」開始に伴う大改編[4]
4. 1989年春に「ニュースシャトル」時間変更・「サンデープロジェクト」開始に伴う大改編
5. 1993年春に「スーパーモーニング」・「ザ・ニュースキャスター」開始に伴う大改編
6. 1996年春に「ワイド!スクランブル」開始に伴う大改編
7. 1997年春に「スーパーJチャンネル」開始に伴う大改編
8. 1997年秋に人気番組の枠移動等に伴う大改編
9. 2000年春の視聴率改善を目的としたゴールデン・プライムタイム大改編
10. 2014年春に「ワイド!スクランブル」一時中断番組への変更に伴う大改編
11. 2017年春に「サタデーステーション」・「サンデーステーション」開始に伴う大改編
12. 2017年秋に「サンデーLIVE!!」開始に伴う大改編
13. 2019年秋に人気番組等の枠移動に伴う大改編
14. 2020年春に「ワイド!スクランブル」直結番組への変更に伴う大改編
15. 2020年秋に「サンデーステーション」枠移動に伴う大改編
16. 2021年秋に「スーパーJチャンネル」拡大に伴う大改編
17. 2022年春に「スーパーバラバラ大作戦」開始に伴う大改編
18. 2022年秋にドラマ枠の移動に伴う大改編
19. 2023年秋に人気番組の枠移動に伴う大改編

- TBSテレビ

1. 1975年春に毎日放送のJNNネットチェンジに伴う大改編
2. 1984年秋に「JNNニュースコープ」平日版時間拡大に伴う大改編[5]
3. 1987年秋に「JNNニュース22プライムタイム」開始に伴う大改編[6]
4. 1989年秋に「JNNニュースデスク'89」終了に伴う大改編
5. 1992年春に「JNNニュース1130」開始・週末(土曜・日曜)編成に伴う大改編
6. 1992年秋に「ムーブ」開始に伴う大改編
7. 1994年春に「ザッツ!」終了に伴う大改編
8. 1996年秋に「はなまるマーケット」開始に伴う大改編
9. 2005年春に「みのもんたの朝ズバッ!」・「きょう発プラス!」・「イブニング・ファイブ」開始に伴う大改編
10. 2009年春に視聴率改善と「ひるおび!」・「総力報道!THE NEWS」開始に伴う大改編「第2の開局」ともいう。
11. 2010年春に「Nスタ」・「NEWS23X」開始に伴う大改編
12. 2014年春に「朝ズバッ!」・「はなまるマーケット」終了に伴う大改編
13. 2019年秋に「ビビット」・「おびゴハン!」終了に伴う大改編
14. 2020年春に月曜ゴールデン・プライムタイム総入れ替えに伴う大改編
15. 2021年春に「グッとラック!」終了に伴う大改編
16. 2021年秋に「THE TIME,」開始に伴う大改編
17. 2023年春に「夜明けのラヴィット!」開始に伴う大改編

- テレビ東京

1. 1980年秋に「ニュースTODAY（→メガTONニュースTODAY）」開始に伴う大改編
2. 1981年秋に「ビジネスマンNEWS」開始に伴う大改編
3. 1983年秋に「5夜連続シリーズ スーパーTV」開始に伴う大改編
4. 1984年秋に「5夜連続シリーズ スーパーTV」終了に伴う大改編
5. 1988年春に「ワールドビジネスサテライト」開始に伴う大改編
6. 1990年秋に「TXNニュースワイド11」開始に伴う大改編
7. 1997年秋に「10時奥さまプラーザ」・「TXNニュースワイド 夕方いちばん」開始に伴う大改編
8. 1998年春に「ニュースウェーブ615」短縮・「おはスタ」拡大に伴う大改編
9. 2006年春に「速ホゥ!」拡大・「アニメ530」・「スキバラ」開始に伴う大改編
10. 2008年秋に「E morning」・「NEWS FINE」開始に伴う大改編
11. 2010年秋に「水曜シアター9」終了などに伴う大改編
12. 2013年春に「ピラメキーノ」時間変更に伴う大改編
13. 2014年春に「アニメ530」終了に伴う大改編
14. 2015年春に「チャージ730!」開始に伴う大改編
15. 2016年春に「おはスタ」短縮・「チャージ730!」改題・枠移動に伴う大改編
16. 2017年春に「ニュースモーニングサテライト」拡大に伴う大改編
17. 2017年秋に縦の強化を目的とした大改編
18. 2019年春に「火曜エンタ」開始に伴う大改編
19. 2020年春に「月曜プレミア8」開始に伴う大改編
20. 2020年秋に「ドラマプレミア10」開始に伴う大改編
21. 2021年春に「ワールドビジネスサテライト」枠移動に伴うゴールデン・プライムタイム・23時台の大改編

- フジテレビ

1. 1969年秋に「夜のゴールデンショー」開始に伴う19時台の大改編
2. 1981年秋に視聴者参加番組「逆転クイズジャック」・トーク番組「スター千一夜」といった19時台後半の帯の2番組終了に伴う大改編
3. 1982年春に「FNNモーニングワイド ニュース&スポーツ」・「おはよう!ナイスデイ」・「FNNニュースレポート11:30」開始に伴う大改編
4. 1984年秋に「FNNスーパータイム」開始に伴う大改編
5. 1987年春に「FNNニュースレポート23:00・23:30」終了に伴う大改編
6. 1987年秋に「FNNニュースレポート11:30」・「FNNニュース工場」終了に伴う大改編
7. 1990年春に「FNN朝駆け第一報!」・「FNN NEWSCOM」開始に伴う大改編
8. 1994年春に「めざましテレビ」・「ニュースJAPAN」開始に伴う大改編
9. 1997年春のお台場への社屋移転に合わせたイメージチェンジと「FNNスーパータイム」終了に伴う大改編
10. 1998年春に「FNNスーパーニュース」開始に伴う大改編
11. 1998年秋の平日23時台（バラパラ）新設に伴うゴールデン・プライムタイム大改編
12. 1999年春に「情報プレゼンター とくダネ!」開始に伴う大改編
13. 2000年春に「2時のホント」終了・「FNNスーパーニュース」放送時間拡大などに伴う大改編
14. 2012年春に「知りたがり!」枠移動に伴う大改編
15. 2014年春に「森田一義アワー 笑っていいとも!」終了に伴う大改編
16. 2015年春に「FNNスーパーニュース」・「ニュースJAPAN」終了に伴う大改編
17. 2016年春に「ライオンのごきげんよう」・「昼ドラ」・「あしたのニュース」・「すぽると!」終了に伴う大改編
18. 2018年春にBSフジとの統一ブランドとなる報道番組「プライムニュース」及び「S-PARK」開始に伴う大改編
19. 2019年春に統一ブランドとなる報道番組「Live News」開始に伴う大改編
20. 2019年秋に「金曜プレミアム」終了に伴うゴールデン・プライムタイム大改編
21. 2020年秋に「バイキング」枠大リニューアル・「直撃LIVE グッディ!」終了に伴う大改編
22. 2021年春に「めざまし8」開始に伴う大改編
23. 2021年秋に「鬼滅の刃 無限列車編・遊郭編」開始に伴う大改編
24. 2022年春に「ポップUP!」開始に伴う大改編
25. 2023年春に人気番組の枠移動等に伴う大改編
26. 2023年秋に「金9ドラマ」開始に伴う大改編
27. 2024年春に「すぽると!」復活及び「ミュージックジェネレーション」開始に伴う大改編
28. 2024年秋に「カスペ!」復活及び「火9ドラマ」開始に伴う大改編

## ラジオにおける改編期
改編期は基本的にテレビと同じだが、改編期特番はほとんどなく（夜間は特別編成となる場合あり）、新番組への切り替えが早い。また、帯番組は4・10月1日頃またはその前後より新番組として始まる場合が多い。
AM局の場合は春からナイターシーズンとなることからナイター中継を軸とした改編となる（製作局を中心に放送されるデーゲーム中継は特番扱い）。なお、秋改編期間のナイター中継は特番扱いとなり、ネットワークの枠組なども通常と異なる。
AM局の場合、プロ野球開幕が3月の最終金曜日であることから、翌週月曜日が春改編の基点で、9月最終金曜日の翌週月曜日が秋改編の起点である。プロ野球中継が極端に少ないFM局全般は曜日関係なく4月1日、10月1日基点が多い。またAM局のほとんどがTBSラジオ系列（JRN）・文化放送およびニッポン放送系列（NRN）のクロスネット局であることから、改編はJRN・NRN同時に実施される。

### 大改編となった時期
AM
- TBSラジオ
  - 1998年秋の聴取率改善のため若年層向け番組から大人層向けへの変更の平日22時台の大改編
- 文化放送
  - 1994年春の『斉藤一美のとんカツワイド』の放送時間短縮に伴う大改編
  - 2007年春の平日朝と昼13時台ワイド番組の大改編
- ニッポン放送
  - 1999年春のLF+R新設に伴う平日夜22時台ワイド番組の大改編
- アール・エフ・ラジオ日本
  - 1982年春の「社会の木鐸」宣言大改編
  - 2022年春の「ラジオ日本NEXT」枠廃止による大改編

FM
- FM COCOLO
  - 2010年春にover45向けの番組への大改編
- 兵庫エフエム放送
  - 2003年春にJFN加入に伴う大改編